# Robert Ménégoz
Robert Ménégoz (* 17. Juni 1926 in Saint-Contest, Département Calvados, Frankreich; † 18. Mai 2013 im Département Gard) war ein französischer Filmregisseur und Drehbuchautor, der bei der Oscarverleihung 1971 für den Oscar für den besten Dokumentar-Kurzfilm nominiert war und darüber hinaus sowohl eine Goldene Muschel für den besten Kurzfilm beim Festival Internacional de Cine de Donostia-San Sebastián als auch einen Deutschen Filmpreis für den besten Kurzfilm erhalten hatte.

## Leben
Ménégoz drehte 1951 als Regisseur mit Commune de Paris seinen ersten Kurzfilm und erhielt 1960 beim Festival Internacional de Cine de Donostia-San Sebastián eine Goldene Muschel für den besten Kurzfilm für Fin d’un désert (1960). 1967 erhielt er gemeinsam mit Wolfgang Urchs das Filmband in Silber des Deutschen Filmpreises für den Kurzfilm Herr Kekulé, ich kenne Sie nicht (1967).
Bei der Oscarverleihung 1971 war er gemeinsam mit Horst Dallmayr für den Oscar für den besten Dokumentar-Kurzfilm nominiert und zwar für Time Is Running Out (1970).
Ménégoz, der mit der Filmproduzentin Margaret Ménégoz verheiratet war und lediglich fünfzehn Filme inszenierte, verfasste darüber hinaus auch einige Drehbücher sowie Vorlagen für Filme und lieferte unter anderem die Idee zur Filmkomödie Didi auf vollen Touren (1986).